# ريان مكينتوش
ريان مكينتوش (بالإنجليزية: Ryan McIntosh)‏ (19 مارس 1983 في الولايات المتحدة - ) هو لاعب كرة قدم أمريكي في مركز حراسة المرمى. لعب مع دي.سي. يونايتد وOrlando City U-23 ‏ وأتلانتا سيلفرباكس.

## وصلات خارجية
- ريان مكينتوش على موقع قاعدة بيانات كرة القدم.إي يو (الإنجليزية)